# من در ترس زندگی می‌کنم
من در ترس زندگی می‌کنم (انگلیسی: I Live in Fear) فیلمی در ژانر درام به کارگردانی آکیرا کوروساوا است که در سال ۱۹۵۵ منتشر شد. از بازیگران آن می‌توان به توشیرو میفونه، تاکاشی شیمورا و مینورو چیاکی اشاره کرد.